# Ophel-Pithosinschrift
Die Ophel-Pithosinschrift ist das älteste bekannte Schriftdenkmal aus Jerusalem.
Bei den Ophel-Grabungen legte das Team von Eilat Mazar eine Abfallgrube frei, die auf den Beginn der Eisenzeit IIA datiert wurde. Darin wurde unter anderem ein vor dem Brand beschriftetes Ostrakon eines Pithos gefunden. Der Fund wurde im Sommer 2013 bekannt gegeben. Shmuel Ahituv las sieben Buchstaben in althebräischer Schrift:
- m, q, p, ḥ, n, l?, n.

Diese Buchstabenfolge ergibt in keiner westsemitischen Sprache einen Sinn.
Reinhard G. Lehmann und Anna Elise Zernecke unterzogen die Pithos-Inschrift Mitte 2013 einer detaillierten Untersuchung. Sie legten sich hinsichtlich der Schreibrichtung nicht fest und identifizierten folgende acht Buchstaben:
- m, q, p, ḥ, n, m, ṣ, n., bzw.
- n, ṣ, m, n, ḥ, p, q, m.

Die Buchstaben seien vor dem Brand stehend und von oben eingeritzt worden – das Werk eines nicht-professionellen Schreibers. Der Text bleibt auch für sie rätselhaft.
Ende 2013 legte Gershon Galil (Universität Haifa) eine Neuinterpretation der Inschrift vor, die von ihm in die Mitte des 10. Jahrhunderts datiert wird. Er identifizierte folgende Buchstabenreihe:
- m, y, y, n, ḥ, l, q, m.

Dieser Text war für ihn verständlich:
- hebräisch ם יין חלק מ […]m yayin ḥalaḳ m[…]  „(Jahreszahl) Wein, niedrigste Qualität, von (Anbaugebiet)“

Die auf -m endende Jahreszahl ist für Galil das 20. oder 30. Regierungsjahr Salomos; yayin „Wein“ sei in dieser Schreibweise ein hebräisches Wort, und ḥalaḳ sei ein ugaritischer Fachbegriff für die schlechteste von drei Weinqualitäten. Das deutet nach Galils Meinung auf eine funktionierende Verwaltung zur Zeit König Salomos hin.
Douglas N. Petrovich (Wilfried Laurier University) schloss sich mit seiner 2015 vorgelegten Interpretation relativ eng an Galil an. Auch er sah in der Schreibweise des Wortes yayin mit doppeltem Yod (y) einen klaren Beleg dafür, dass die Sprache Hebräisch sei. Yayin ḥalaḳ liest er ebenso wie Galil, übersetzt aber etwas anders: Wein-Imitat (statt minderwertiger Wein). Einzig der erste Buchstabe ist nach Petrovichs Analyse kein Mem (m), sondern (wie die meisten Epigraphiker im Gegensatz zu Galil lesen) ein Nun (n). Als letztes Wort einer Jahreszahl wäre dies das „erste“ Regierungsjahr eines Herrschers.
Ein Konsens der Forschung über die Lesung der Buchstaben bestand 2015 nicht.